# Open the Iron Gate
Az Open the Iron Gate egy 1978-ban a Blood & Fire kiadónál megjelent reggae-album Max Romeótól.

## Számok
1. Every Man Ought to Know
2. Revelation Time/Hammer and Sickle
3. No Peace
4. Tacko
5. Blood of the Prophet (parts 1 & 2)
6. Warning Warning/version
7. A Quarter Pound of I'cense
8. Three Blind Mice
9. Open the Iron Gate (parts 1 & 2)
10. Valley of Jehosaphat/version
11. Fire fe the Vatican
12. Melt Away (12in Version)

## Külső hivatkozások
- https://web.archive.org/web/20071021032511/http://www.roots-archives.com/release/1207#rel3457